# Evangelos Bakolas
Evangelos Bakolas es un deportista griego que compitió en atletismo adaptado. Ganó una medalla de plata en los Juegos Paralímpicos de Sídney 2000 en la prueba de lanzamiento de peso (clase F33).

## Palmarés internacional
| Juegos Paralímpicos | Juegos Paralímpicos | Juegos Paralímpicos | Juegos Paralímpicos |
| Año                 | Lugar               | Medalla             | Prueba              |
| ------------------- | ------------------- | ------------------- | ------------------- |
| 2000                | Sídney (Australia)  | Medalla de plata    | Peso F33            |